# 고죽리 (고구려)
고죽리(高竹離, ?~?)는 고구려의 첩자이다.

## 생애
당 태종이 이끈 군사들이 안시성(安市城)을 함락하지 못하자, 고구려의 대막리지 연개소문(淵蓋蘇文)이 안시성의 상황을 알기 위해 그를 첩자로 보냈다. 하지만 결국 당나라에게 붙잡혀 당 태종에게 불려갔다. 당 태종은 그에게  연개소문이 군중의 소식을 알고 싶으면 곧바로 나의 처소로 사람을 보내라고 하며 그를 연개소문에게 보냈다.

## 고죽리가 등장하는 작품
- 《삼국기》(KBS, 1992년~1993년 배우:김진태
- 《연개소문》(SBS, 2006년~2007년 배우:조상구